# Starożytny Kościół Wschodu
Starożytny Kościół Wschodu również Dawny Kościół Wschodu – Kościół wschodni powstały w 1968 na skutek schizmy w Kościele Wschodu.
W 1940, na fali prześladowań Asyryjczyków w Iraku, rząd iracki wygnał z tego kraju patriarchę kościoła nestoriańskiego Iszaję Szymona XXIII. W Iraku pozostała jednak część wiernych i hierarchii tego kościoła. Przeciwko rezydującemu na emigracji patriarsze narastała opozycja, uznająca, że miejsce patriarchy jest z jego ludem w Iraku. Dodatkowym powodem do niezadowolenia był sposób elekcji Iszai Szymona XXIII – zgodnie z zasadami narzuconymi w połowie XV wieku godność patriarchy nestoriańskiego była dziedziczna i przechodziła z wuja na siostrzeńca, co prowadziło niejednokrotnie do wyborów nie licujących z godnością Kościoła (np. Iszaja Szymon XXIII został patriarchą jako dwunastoletni chłopiec). Był to czynnik istotny – właśnie (między innymi) sprzeciw wobec dziedziczności patriarchatu doprowadził do oddzielenia się Kościoła chaldejskiego od Kościoła Wschodu. Wreszcie niezadowolenie budziła, jak się wydaje, sama osoba patriarchy Iszai Szymona XXIII, który, co warto wspomnieć, w 1973 roku porzucił stan duchowny wraz z godnością patriarszą i ożenił się. Mimo namów ze strony biskupów Iszaja Szymon XXIII nie podjął z powrotem swych obowiązków i w 1975 został w niejasnych okolicznościach zamordowany w San Jose.
Punktem zapalnym schizmy i jej bezpośrednią przyczyną stała się kwestia kalendarza kościelnego. W 1964, szukając porozumienia z rosnącym w siłę Kościołem chaldejskim, patriarcha Iszaja Szymon XXIII wprowadził w Kościele Wschodu kalendarz gregoriański. Przeciwko tej decyzji ostro zaprotestowała wewnątrzkościelna opozycja, której przewodził wówczas metropolita Indii Thoma Darmo. W odpowiedzi, 10 stycznia 1964, patriarcha zasuspendował metropolitę.
W 1968 metropolita Darmo przyjechał do Bagdadu i spośród opozycyjnych księży w ciągu miesiąca wyświęcił trzech biskupów. Biskupi ci następnie utworzyli synod, który obrał metropolitę patriarchą pod imieniem Tomasza II. W ten sposób powstał nowy Kościół, który od razu zdobył poparcie władz irackich, dążących do rozbicia solidarności chrześcijan w tym kraju. Władze Iraku odebrały świątynie dotychczasowym dysponentom i przekazały je nowemu Kościołowi. Dopiero w 1970, po zmianie kursu wobec chrześcijan, kościoły zostały zwrócone Kościołowi Wschodu.
Patriarcha Tomasz II zmarł 7 września 1969. Dopiero w 1973 roku (inne źródła podają 1970 i 20 lutego 1972) wybrano jego następcę, którym został dotychczasowy schizmatycki metropolita Iraku Tadeusz (Addai), liczący wówczas zaledwie 25 lat. Patriarcha ten, Tadeusz II, panował do swojej śmierci w 2022 roku. Jego następcą został wybrany Jakub III Daniel. Jego zwierzchnictwo uznaje 50-70 tysięcy wiernych w siedmiu diecezjach: czterech na Bliskim Wschodzie (patriarchalna diecezja Bagdadu i Basry oraz metropolie Kirkuku, Mosulu i Syrii) i po jednej w Europie, Ameryce Północnej i w Australii wraz z Nową Zelandią.
Wybór nowego patriarchy Dinkhy IV Khananii, który pochodził spoza dynastii patriarszej, oznaczał zerwanie z dziedzicznością tronu patriarszego. Zniknął więc bodaj najbardziej drażliwy punkt sporny między skłóconymi Kościołami. Hierarchie obu Kościołów utrzymują kontakty i prowadzą rozmowy w celu przełamania schizmy. W tym celu kontaktują się również obaj patriarchowie. Istnieją więc perspektywy zjednoczenia Kościoła. W listopadzie 1995 doszło do zjednoczenia obu Kościołów w metropolii Indii, dla którego obaj patriarchowie mianowali uprzednio własnych metropolitów. W wyniku negocjacji mianowany przez Tomasza II metropolita Aprem pozostał przy swej godności, natomiast mianowany przez Iszaję Szymona XXIII metropolita Tymoteusz został delegatem patriarszym. Indyjski Kościół Wschodu opowiedział się w całości za patriarchą Dinkhą IV Khananią i przyjął kalendarz gregoriański.